# Kamo Udumian
Kamo Udumian (orm. Կամո Բաբիի Ուդումյան, ros. Камо Бабиевич Удумян, ur. 25 grudnia 1927 w miejscowości Berd w Armeńskiej SRR, zm. 3 września 2011 w Moskwie) – radziecki i ormiański polityk, działacz partyjny i dyplomata.

## Życiorys
Ukończył studia na Wydziale Historycznym Uniwersytetu w Erywaniu, doktor nauk historycznych. Pracował w organach komsomolskich i partyjnych w Erywaniu, później w Akademii Nauk Armeńskiej SRR, przez pewien czas był rektorem Erywańskiego Instytutu Pedagogicznego, 1967-1972 minister kultury Armeńskiej SRR. 1972-1975 minister spraw zagranicznych Armeńskiej SRR, od 26 maja 1975 do 17 września 1979 ambasador nadzwyczajny i pełnomocny ZSRR w Nepalu, od 19 września 1979 do 7 sierpnia 1987 ambasador nadzwyczajny i pełnomocny ZSRR w Luksemburgu, następnie pracował w aparacie Ministerstwa Spraw Zagranicznych ZSRR i Prezydium Rady Najwyższej ZSRR. Deputowany do Rady Najwyższej Armeńskiej SRR 7 i 8 kadencji (1967-1975).

## Odznaczenia
- Order Rewolucji Październikowej
- Order Przyjaźni Narodów
- Order „Znak Honoru”
- Order Zasługi Wielkiego Księstwa Luksemburga I klasy